# Chrysocolaptes festivus
Chrysocolaptes festivus là một loài chim trong họ Picidae.

## Hình ảnh

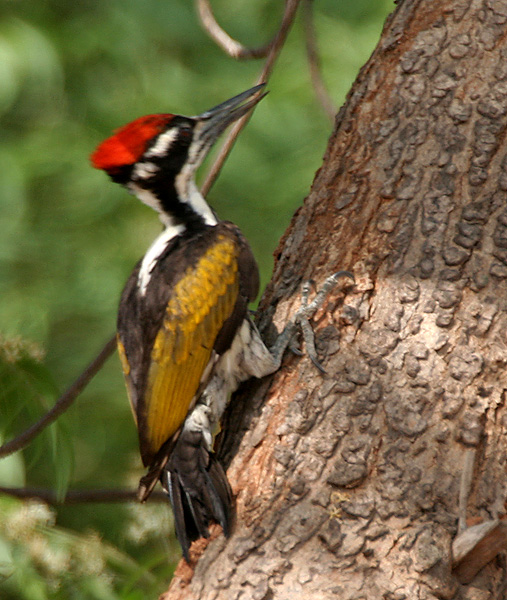
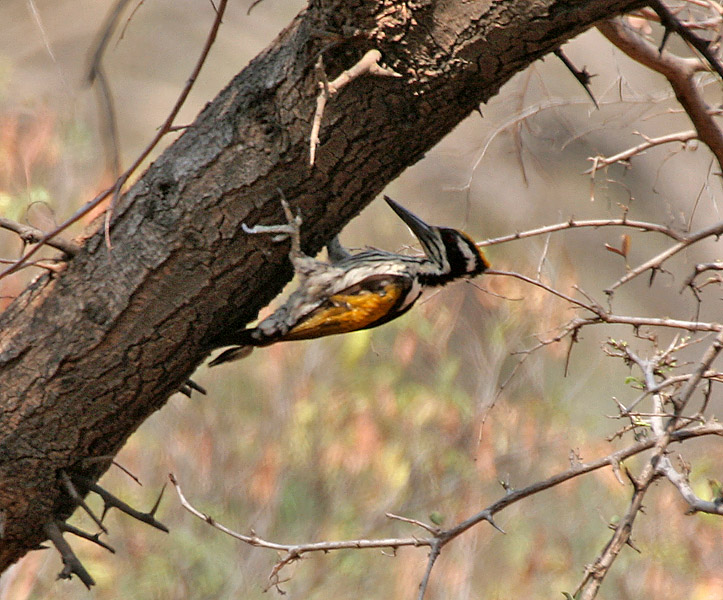